# Hesperocorixa lucida
Hesperocorixa lucida är en insektsart som först beskrevs av Abbott 1916.  Hesperocorixa lucida ingår i släktet Hesperocorixa och familjen buksimmare. Inga underarter finns listade i Catalogue of Life.